# Scopula unilineata
Scopula unilineata là một loài bướm đêm trong họ Geometridae.